# Selkirk (Île-du-Prince-Édouard)
Pour les articles homonymes, voir Selkirk.
Selkirk est une communauté du Canada située dans le comté de Kings, sur l'Île-du-Prince-Édouard. Elle se trouve au nord-ouest de Souris.